# Streblosoma abranchiata
Streblosoma abranchiata är en ringmaskart som beskrevs av Francis Day 1963. Streblosoma abranchiata ingår i släktet Streblosoma och familjen Terebellidae. Inga underarter finns listade i Catalogue of Life.